# José Antonio Culebras Arenas
José Antonio Culebras Arenas (Puertollano, 16 de gener de 1979) és un futbolista castellanomanxec, que ocupa la posició de defensa.

## Trajectòria esportiva
Es va formar a les files del CD Toledo, amb qui debuta a Segona Divisió a la temporada 1999-00. Un any després fa le mateix, ara a primera divisió i a les files del CD Numancia. El club sorià baixa eixe any a Segona, on el defensa romandria amb el conjunt fins al 2004.
A la 2004/05 retorna a Primera en ser fitxat pel Llevant UE. A València juga 25 partits, i el seu equip també descendeix. El 2006 fitxa pel CD Tenerife, amb qui assoleix un tercer ascens a la màxima categoria el 2009. L'estiu de 2010 torna al CD Numancia per jugar a Segona.